# Jerzy Tęsiorowski
Jerzy Tęsiorowski, ps. „Zawada” (ur. 12 lipca 1915 w Kaliszu  albo w Bukowcu, zm. 27 lutego 1991 w Warszawie ) – oficer Wojska Polskiego, uczestnik kampanii wrześniowej 1939 roku, członek Kedywu Armii Krajowej, odznaczony orderem Virtuti Militari.

## Życiorys
Syn prawnika Władysława Tęsiorowskiego i Marii zd. Stasinieckiej . W 1934 ukończył Gimnazjum im. A. Asnyka w Kaliszu (jego krewnym był prawdopodobnie lekkoatleta Jan Tęsiorowski, który w tym samym roku ukończył tę samą szkołę). Po maturze wstąpił do Szkoły Podchorążych Piechoty w Ostrowi Mazowieckiej, następnie podjął służbę w 74 Górnośląskim Pułku Piechoty w Lublińcu .
W macierzystym pułku zastał go wybuch II wojny światowej, podczas kampanii wrześniowej w stopniu podporucznika dowodził plutonem, został ranny, po zakończeniu walk uciekł z niemieckiego szpitala i przystąpił do konspiracji . Początkowo był członkiem Związku Odwetu Okręgu Warszawskiego ZWZ , pod koniec 1942 został dowódcą oddziału dywersji bojowej o kryptonimie „DB-22”, działającego w ramach Kedywu Obwodu VI Praga AK. W tym czasie posiadał stopień porucznika.
Wiosną 1943 oddział dowodzony przez por. „Zawadę” był w sile kompanii i składał się z 3 samodzielnych plutonów po około 30-40 ludzi, ponadto „Zawadzie” podlegała też kilkunastoosobowa drużyna. 
Jedną z bardziej znanych akcji bojowych warszawskiego Kedywu było zlikwidowanie dyrektora rządowego Curta Hoffmanna, kierownika warszawskiego Arbeitsamtu (urzędu pracy), odpowiedzialnego za masowe wywózki polskiej ludności na roboty przymusowe do Niemiec i krajów okupowanych. Pierwszy nieudany zamach miał miejsce w dniu 4 marca 1943. Kolejnego, zakończonego sukcesem, tj. zabiciem Hoffmanna dokonał 9 kwietnia 1943 oddział Kedywu pod dowództwem por. "Zawady".  Za swoje zasługi otrzymał Krzyż Walecznych i order Virtuti Militari . 
W maju 1944 Tęsiorowski został aresztowany przez Niemców i osadzony na Pawiaku . Po ciężkim śledztwie, mimo którego nie dał się złamać i nie został rozpoznany, 30 lipca 1944 trafił do obozu koncentracyjnego Gross-Rosen, skąd po trzech dniach przewieziono go do obozu pracy w Pępicach koło Brzegu (Arbeitslager Brieg), będącego filią Gross-Rosen . Stamtąd, 5 stycznia 1945  Tęsiorowski z kilkunastoma innymi współwięźniami, po uprzednim obezwładnieniu wartowników, dokonał brawurowej ucieczki samochodem, przy czym jemu jako jednemu z nielicznych udało się przeżyć . Po kilku dniach dotarł do znanego mu Lublińca, gdzie odnalazł przedwojennych znajomych. Tam doczekał wejścia wojsk radzieckich (18 stycznia 1945) . 
Po wojnie przebywał na Śląsku. Po ujawnieniu podjął służbę w Wojsku Polskim w stopniu majora. W lipcu 1945 został aresztowany przez komunistyczny Urząd Bezpieczeństwa i osadzony na kilka miesięcy w więzieniu. Potem pracował w Karpaczu i Warszawie, gdzie poznał swoją żonę Annę . 
Był przewodniczącym zarządu Koła Kedywiaków przy Światowym Związku Żołnierzy AK, a także aktywnym członkiem Stowarzyszenia Asnykowców (wychowanków Gimnazjum i Liceum im. Adama Asnyka w Kaliszu) . 
Zmarł 27 lutego 1991 w Warszawie, został pochowany na Powązkach Wojskowych.